# Tropidtamba lepraota
Tropidtamba lepraota är en fjärilsart som beskrevs av George Francis Hampson 1897. Tropidtamba lepraota ingår i släktet Tropidtamba och familjen nattflyn. Inga underarter finns listade i Catalogue of Life.